# Katrine Lunde Haraldsen
Katrine Lunde Haraldsen (Kristiansand, 30 marzo 1980) è una pallamanista norvegese, portiere del Vipers Kristiansand e della nazionale norvegese.
Con la maglia della nazionale norvegese ha vinto l'oro olimpico ai Giochi di Pechino 2008 e di Londra 2012.
Anche sua sorella gemella Kristine Lunde-Borgersen è una pallamanista.

## Palmarès

### Club
- EHF Champions League: 5

Viborg: 2008-2009, 2009-2010
Győri ETO: 2012-2013, 2013-2014
Vipers Kristiansand: 2020-2021
- EHF Cup: 2

Rostov-Don: 2016-2017
- Campionato danese: 3

Viborg: 2007-2008, 2008-2009, 2009-2010
- Coppa di Danimarca: 2

Viborg: 2006-2007, 2007-2008
- Campionato ungherese: 4

Győri ETO: 2010-2011, 2011-2012, 2012-2013, 2013-2014
- Coppa d'Ungheria: 5

Győri ETO: 2010-2011, 2011-2012, 2012-2013, 2013-2014, 2014-2015
- Campionato russo: 1

Rostov-Don: 2017
- Coppa di Russia: 1

Rostov-Don: 2017
- Campionato norvegese: 2

Vipers Kristiansand: 2018, 2019
- Coppa di Norvegia: 2

Vipers Kristiansand: 2018, 2019

### Nazionale
- Oro olimpico: 2

Pechino 2008
Londra 2012
- Bronzo olimpico: 2

Rio de Janeiro 2016
Tokyo 2020
- Campionato mondiale

 Oro: Brasile 2011
 Oro: Spagna 2021
 Argento: Francia 2007
 Argento: Germania 2017
 Bronzo: Cina 2009
- Campionato europeo

 Oro: Ungheria 2004
 Oro: Svezia 2006
 Oro: Macedonia 2008
 Oro: Danimarca-Norvegia 2010
 Oro: Danimarca 2020
 Argento: Danimarca 2002
 Argento: Serbia 2012

### Individuale
- Migliore portiere ai Giochi Olimpici: 1

Pechino 2008
- Migliore portiere al campionato mondiale: 1

Germania 2017
- Migliore portiere al campionato europeo: 3

Macedonia 2008, Danimarca-Norvegia 2010, Serbia 2012
- Migliore portiere della EHF Champions League: 1

2018-2019